# Guido Carlesi
Guido Carlesi (Collesalvetti, 7 de noviembre de 1936-Pisa, 2 de octubre de 2024) fue un ciclista italiano, profesional entre 1957 y 1966, cuyos mayores éxitos deportivos los obtuvo en el Giro de Italia con 5 victorias de etapa, en el Tour de Francia con 2 victorias de etapa y el segundo puesto de la clasificación general en la edición de 1961, y en la Vuelta a España con 1 victoria de etapa.

## Palmarés
| 1956 - Giro de los Alps Apuans 1957 - Gran Premio Pontrmoli - Tour de Normandía - 1 etapa del Tour de Romandía 1958 - 1 etapa del Giro de Italia - 1 etapa de la Vuelta a España - Cotignola 1959 - Copa Collecchio 1960 - Giro Reggio Calabria - Mòdena - 1 etapa de los Cuatro días de Dunkerque 1961 - 2 etapas del Tour de Francia - Premio de Baasrode - Critèrium de St Raphael - Critèrium de Bort Les Orgnes - 2 etapas de la Menton-Génova-Roma - 1 etapa del Gran Premio Ciclomotoristico | 1962 - 2 etapas del Giro de Italia - Giro de Toscana - Premio de Jeumont - Trofeo Cougnet - Seregno - Maggiora - 2.º en el Campeonato de Italia en Ruta - Charleroi - Rimaggio - Sassari-Cagliari - 1 etapa de la París-Niza - 1 etapa del Giro de Cerdeña 1963 - 2 etapas del Giro de Italia - Trofeo Cougnet - Gran Premio Cemab - Mirandola 1964 - San Sisto - Imola 1965 - 2 etapas de la Vuelta a Suiza - 2 etapas del Giro de Italia |

## Resultados en Grandes Vueltas
| Carrera         | 1957 | 1958 | 1959 | 1960 | 1961 | 1962 | 1963 | 1964 | 1965 | 1966 |
| --------------- | ---- | ---- | ---- | ---- | ---- | ---- | ---- | ---- | ---- | ---- |
| Giro de Italia  | 23.º | 31.º | 8.º  | 6.º  | 5.º  | 9.º  | 8.º  | 11.º | 36.º | -    |
| Tour de Francia | -    | -    | -    | -    | 2.º  | 19.º | Ab.  | -    | -    | Ab.  |
| Vuelta a España | -    | Ab.  | -    | -    | -    | -    | -    | -    | -    | -    |